# 大井沢村 (山形県)
大井沢村（おおいさわむら）は、かつて山形県西村山郡にあった村。

## 沿革
- 1889年（明治22年）4月1日 - 町村制施行に伴い西村山郡大井沢村が村制施行し、大井沢村が発足。
- 1954年（昭和29年）10月1日 - 西村山郡本道寺村、川土居村、西山村と合併し、町制施行して西川町となり消滅。